# Hawthorne
Hawthorne er en amerikansk tv-serie. Serien debuterede på TNT den 16. juni 2009.